# Phaonia minuscula
Phaonia minuscula este o specie de muște din genul Phaonia, familia Muscidae, descrisă de Albuquerque în anul 1955. Conform Catalogue of Life specia Phaonia minuscula nu are subspecii cunoscute.